# Quentin Gilbert
Quentin Gilbert (ur. 29 maja 1989) – francuski kierowca rajdowy. Zadebiutował w cyklu WRC podczas Rajdu Francji 2012 jadąc za kierownicą Citroëna DS3 R3T. W 2015 roku uczestniczy w Rajdowych Mistrzostwach Świata jeżdżąc w kategorii WRC-3

## Wyniki

### Starty w WRC
| Sezon | Zespół                            | Samochód                                      | 1      | 2       | 3      | 4          | 5         | 6      | 7             | 8         | 9      | 10              | 11      | 12        | 13              | 14 | 15 | 16 | Punkty | Miejsce |
| ----- | --------------------------------- | --------------------------------------------- | ------ | ------- | ------ | ---------- | --------- | ------ | ------------- | --------- | ------ | --------------- | ------- | --------- | --------------- | -- | -- | -- | ------ | ------- |
| 2012  | Collectif Equipe de France Rallye | Citroen DS3 R3T                               | Monako | Szwecja | Meksyk | Portugalia | Argentyna | Grecja | Nowa Zelandia | Finlandia | Niemcy | Wielka Brytania | NU      | Włochy    | Hiszpania       |    |    |    | 0      | -       |
| 2013  | Quentin Gilbert                   | Citroen DS3 R3T                               | Monako | Szwecja | Meksyk | 26         | Argentyna | Grecja | 19            | 33        | 40     | Australia       | 13      | Hiszpania | 16              |    |    |    | 0      | -       |
| 2014  | Quentin Gilbert Drive Dmack       | Citroen DS3 R3T Ford Fiesta R5 Ford Fiesta R2 | 39     | Szwecja | NU     | NU         | NU        | 17     | NU            | 21        | 57     | Australia       | 15      | 38        | 21              |    |    |    | 0      | -       |
| 2015  | Quentin Gilbert                   | Citroen DS3 R3T Max                           | 22     | Szwecja | Meksyk | Argentyna  | 22        | Włochy | 53            | 18        | Niemcy | Australia       | Francja | Hiszpania | Wielka Brytania |    |    |    | 0*     | -*      |

* Sezon w trakcie.

#### Starty w WRC-3
| Sezon | Zespół          | Samochód            | 1      | 2       | 3      | 4          | 5         | 6      | 7      | 8         | 9      | 10        | 11      | 12        | 13              | 14 | 15 | 16 | Punkty | Miejsce |
| ----- | --------------- | ------------------- | ------ | ------- | ------ | ---------- | --------- | ------ | ------ | --------- | ------ | --------- | ------- | --------- | --------------- | -- | -- | -- | ------ | ------- |
| 2013  | Quentin Gilbert | Citroen DS3 R3T     | Monako | Szwecja | Meksyk | 3          | Argentyna | Grecja | 3      | 5         | 5      | Australia | 1       | Hiszpania | Wielka Brytania |    |    |    | 75     | 3       |
| 2014  | Quentin Gilbert | Citroen DS3 R3T     | 1      | Szwecja | Meksyk | Portugalia | Argentyna | Włochy | Polska | Finlandia | Niemcy | Australia | Francja | Hiszpania | Wielka Brytania |    |    |    | 25     | 9       |
| 2015  | Quentin Gilbert | Citroen DS3 R3T Max | 1      | Szwecja | Meksyk | Argentyna  | 1         | Włochy | 11     | 1         | Niemcy | Australia | Francja | Hiszpania | Wielka Brytania |    |    |    | 75*    | 1*      |

* Sezon w trakcie.

#### Starty w WRC-2
| Sezon | Zespół                      | Samochód       | 1      | 2       | 3  | 4          | 5  | 6 | 7      | 8         | 9      | 10        | 11 | 12        | 13 | 14 | 15 | 16 | Punkty | Miejsce |
| ----- | --------------------------- | -------------- | ------ | ------- | -- | ---------- | -- | - | ------ | --------- | ------ | --------- | -- | --------- | -- | -- | -- | -- | ------ | ------- |
| 2014  | Quentin Gilbert Drive Dmack | Ford Fiesta R5 | Monako | Szwecja | NU | Portugalia | NU | 6 | Polska | Finlandia | Niemcy | Australia | 1  | Hiszpania | 8  |    |    |    | 37     | 14      |

#### Starty w JWRC
| Sezon | Zespół          | Samochód            | 1 | 2       | 3      | 4         | 5 | 6      | 7 | 8 | 9      | 10        | 11      | 12        | 13              | 14 | 15 | 16 | Punkty | Miejsce |
| ----- | --------------- | ------------------- | - | ------- | ------ | --------- | - | ------ | - | - | ------ | --------- | ------- | --------- | --------------- | -- | -- | -- | ------ | ------- |
| 2015  | Quentin Gilbert | Citroen DS3 R3T Max | 1 | Szwecja | Meksyk | Argentyna | 1 | Włochy | 7 | 1 | Niemcy | Australia | Francja | Hiszpania | Wielka Brytania |    |    |    | 81*    | 1*      |

* Sezon w trakcie.